# Моральный риск
Моральный риск (англ. moral hazard, риск недобросовестного поведения) — представление о том, что одна из сторон, каким-то образом защищённая от риска, будет действовать иначе, чем в отсутствие такой защиты; опасность того, что один из участников сделки заключил соглашение с недобросовестными намерениями, предоставил заведомо ложную информацию о своих активах, обязательствах или кредитоспособности или же имеет стимул к принятию до заключения контракта нетипичных рисков в попытке получить прибыль; вероятность того, что сам факт наличия контракта изменит поведение одной из (или всех) вовлечённых в него сторон.
Первоначально термин «моральный риск» появился в литературе по вопросам страхования, в котором он возникает при неспособности страховой компании наблюдать за тем, прилагает или не прилагает застрахованный клиент (страхователь) какие-либо усилия, направленные на предотвращение возможных потерь. Страховые компании обеспокоены тем, что выплаты, компенсирующие потери от несчастных случаев, могут фактически поощрять принятие риска, что увеличивает страховые выплаты.
Однако в настоящее время понятие употребляется гораздо шире: моральный риск способен появиться каждый раз, когда две стороны заключают взаимное соглашение. Каждая из сторон может иметь возможность выиграть за счёт поведения, которое противоречит принципам, заложенным в соглашение. Например, когда сотрудник отдела продаж получает фиксированную ставку без комиссионного вознаграждения, имеется опасность того, что он будет не слишком усердно продавать товары, потому что его зарплата остаётся одной и той же вне зависимости от объёма продаж.
Использование выражения моральный риск для перевода английского термина moral hazard подвергается критике как переводчиками,
так и экономистами, предлагаемые альтернативы — «оппортунистическое поведение», «постконтрактный оппортунизм» и другие варианты («риск недобросовестности», «риск безответственности», «угроза недобросовестности», «угроза безответственности» и т.д.).

## Возникновение и применение термина
Согласно зарубежным исследованиям, термин возник в XVII веке в страховании и широко применялся в практике работы британских страховых компаний. В последующем понятие морального риска прочно вошло в страхование как особую систему экономических отношений. Широко используется в теории страхования, в частности для обоснования необходимости введения франшизы. Наряду со страхованием понятие морального риска используется в теории контрактов, а также в финансах, менеджменте, других разделах экономики.
Условиями возникновения морального риска являются:
- наличие базы для совместной деятельности (сотрудничество/обмен);
- несовпадение, расхождение интересов;
- отсутствие возможности достоверного контроля за соблюдением условий контракта;
- неполная ответственность за совершаемые действия/бездействие.

## Моральный риск
Моральный риск напрямую связан с асимметричной информацией после заключения контракта и связан со скрытыми действиями, когда одна из сторон соглашения не может напрямую наблюдать действия другой стороны, направленные против неё. Такого рода проблема существует, например у многих фирм, дающих полную гарантию на проданный товар, потому что покупатель может не обременять себя аккуратной эксплуатацией товара, осознавая, что в случае поломки компания покроет его ущерб полностью. Таким образом, неинформированная сторона соглашения несет риск из-за безответственного поведения другой стороны. Это явление, связанное со скрытыми действиями, получило название «моральный риск».

### Страхование
Проблема морального риска в страховании возникает в связи с тем, что получение страхового полиса снижает для страхователя стимулы к принятию мер предосторожности.
Например, действуя рационально, не застрахованный от пожара домовладелец предпримет меры, направленные на снижение вероятности несчастного случая за счет установки противопожарных датчиков, покупки новых бытовых электроприборов, замены устаревшей электропроводки и прочих мер предосторожности, снижающих риск пожара и ожидаемый от него ущерб. Однако тот же домовладелец при наличии у него 100-процентного страхового покрытия ущерба, скорее всего, решит не тратиться на меры противопожарной безопасности: эти меры, будучи затратными, в случае полного покрытия стоимости утраченного имущества уже не дадут ему никакой выгоды. В то же время отсутствие указанных мер значительно увеличит вероятность пожара и последующей выплаты со стороны страховой компанией.
Для уменьшения влияния морального риска в страховании применяется метод разделения рисков между страховщиком и страхователем. Договор страхования может предусматривать принятие страхователем определенной части расходов на покрытие ущерба. Это достигается путём использования условной или безусловной франшизы в договоре страхования.
Другой способ уменьшения морального риска состоит в том, что страхователь берёт на себя дополнительные обязательства проведения мероприятий, уменьшающих степень риска, а страховщик в течение всего срока действия договора страхования контролирует исполнение обязательств.

### Финансы
Суть морального риска в финансовых отношениях состоит в недобросовестном исполнении стороной своих обязательств по финансовому договору. Например, заёмщик взял кредит на одни цели, а использует заёмные средства на другие. Или предоставил кредитору неверные (ложные) данные для оценки им платежеспособности заёмщика.

### Менеджмент
Моральный риск возникает не только на страховых или финансовых рынках.
Например, собственник предприятия как правило неспособен осуществлять полный контроль за деятельностью работников данного предприятия. Это возникает в силу информационной асимметрии, то есть стороны по договору обладают разной возможностью получения информации в процессе реализации контракта. Например, после того, как собственник фирмы принял на работу менеджера, он может быть не в состоянии наблюдать, какие усилия прилагает менеджер к выполнению своих обязанностей. Эти проблемы имеют большое значение в ситуациях, когда один индивид нанимает другого для того, чтобы последний совершал некоторые действия как агент первого. Проблема такого составления контрактов получила название проблемы «принципал-агент», или «заказчик — исполнитель».
Традиционно в литературе различают два типа информационных проблем, которые возникают в ситуациях такого рода:
- проблемы, являющиеся результатом скрытых действий;
- проблемы, возникающие как следствие скрытой информации.

Случай скрытых действий предполагает неспособность собственника наблюдать за тем, насколько усердно работает наёмный менеджер. Примером скрытой информации является ситуация, когда менеджер владеет не доступной для
собственника информацией об альтернативных возможностях развития фирмы.